# Rudolf Holze

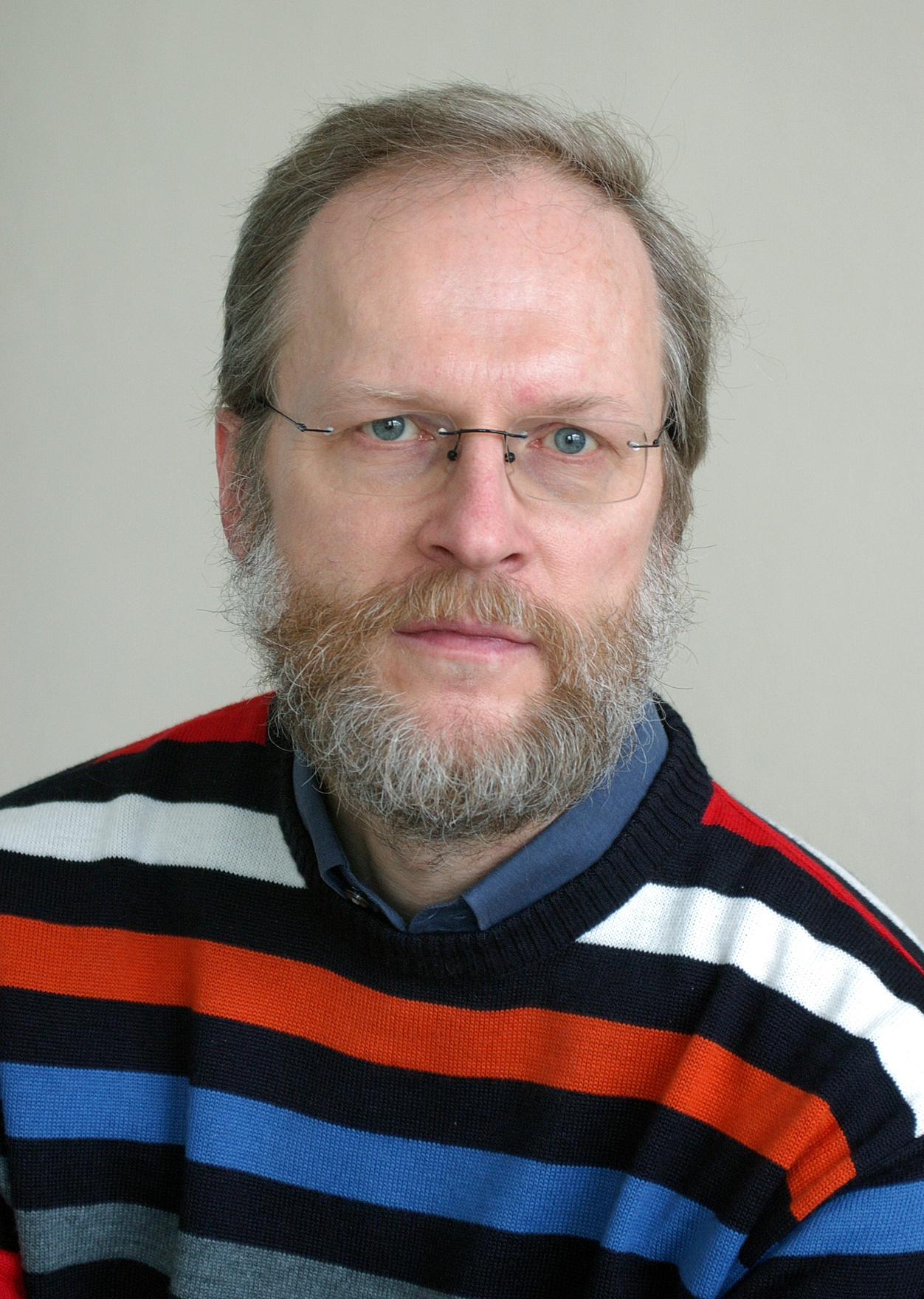
Rudolf Holze (2007)

Rudolf Holze (* 14. November 1954 in Hildesheim) ist ein deutscher Chemiker und Hochschullehrer für Physikalische Chemie und Elektrochemie an der Technischen Universität Chemnitz.
Holze legte sein Abitur 1973 am staatlichen neusprachlich-naturwissenschaftlichen Gymnasium in Ahrweiler ab. Von 1973 bis 1979 studierte er Chemie an der Universität Bonn und schloss sein Studium mit einer Diplomarbeit zum Thema „Neue Kathodenmaterialien für Lithiumbatterien“ ab. Als akademischer Schüler von Wolf Vielstich promovierte er vier Jahre später zu dem Thema „Impedanzmessungen an porösen Elektroden“.
Von 1983 bis 1984 war Holze als wissenschaftlicher Mitarbeiter am Case Center for Electrochemical Sciences der Case Western Reserve University in Cleveland, USA tätig und 1989 folgte seine Habilitation in der Physikalischen Chemie an der Universität Oldenburg.
1993 folgte er dem Ruf auf eine Professur Physikalische Chemie/Elektrochemie an die TU Chemnitz und gründete 1995 den Forscherkreis Arbeitskreis Elektrochemie in Sachsen. Seit 2011 ist Holze als erster Elektrochemiker ordentliches Mitglied in der Sächsischen Akademie der Wissenschaften.
Zu seinen Forschungsgebieten zählen unter anderen die Elektrochemie und die Struktur- und Dynamikuntersuchung von elektrochemischen Phasengrenzen.

## Schriften
Holze ist Verfasser mehrerer Bücher und hat mehr als 260 wissenschaftliche Beiträge verfasst und rezensiert.

### Bücher
- Leitfaden der Elektrochemie. B. G. Teubner, Stuttgart u. a. 1998, ISBN 3-519-03547-2.
- Elektrochemisches Praktikum. B. G. Teubner, Stuttgart u. a. 2001, ISBN 3-519-03614-2.
- Surface and Interface Analysis. An Electrochemists Toolbox (= Springer Series in Chemical Physics. Vol. 74). Springer, Berlin u. a. 2008, ISBN 978-3-540-00859-0.
- Experimental Electrochemistry. A Laboratory Textbook. Wiley-VCH, Weinheim 2009, ISBN 978-3-527-31098-2.